# Многотарифная система учёта электроэнергии
Двухтарифная система учёта электроэнергии (счётчик день/ночь) — это дифференцированная по времени суток система учёта, позволяющая оплачивать потребление электроэнергии в ночные и дневные часы по различным тарифам.
В России наиболее часто встречается двухтарифная система, однако в некоторых регионах, а также за рубежом можно встретить до 12 различных тарифов.
В России двухтарифная система учёта энергии появилась в 1996 году. Чтобы воспользоваться этой услугой, необходим специальный двухтарифный электросчётчик.
Смысл его использования заключается в том, что сутки делятся на две тарифные зоны — день (с 7:00 до 23:00) и ночь (с 23:00 до 7:00). Для каждой назначается отдельный тариф.
Ночной тариф ниже дневного. Это вызвано тем, что нагрузка на электростанции в течение суток неравномерна. По утрам и вечерам отмечается пик энергопотребления. Чтобы снизить потребление во время пиковых нагрузок, и была введена двухтарифная система учёта. Абоненты будут меньше платить за использованное ночью электричество, а нагрузка на энергосистему станет более равномерной. Однако, дневной тариф выше тарифа при использовании однотарифного электросчетчика, что может нивелировать выгоду использования двухтарифной системы.
Неравномерная нагрузка имеет следующие негативные последствия:
- ухудшается техническое состояние оборудования, вследствие чего увеличиваются затраты на его ремонт
- увеличение потребления энергоресурсов (уголь, нефть, газ) для выработки энергии.

При равномерной нагрузке это значение снижается, что позволяет экономить ценные природные ресурсы, что в свою очередь снижает и долю вредных выбросов в атмосферу. Каждая сэкономленная тонна угля (в пересчете на чистый углерод) — это почти 3,67 тонны углекислого газа (СО2), который, как известно, вызывает парниковый эффект.

## Условия перевода абонента на многотарифную систему
1. отсутствие задолженности за потреблённую электрическую энергию;
2. оплата услуг по переводу на многотарифную систему расчетов за электроэнергию;
3. заключение договора энергоснабжения.